# From Within (film)
From Within is een thriller/horrorfilm uit 2008 onder regie van Phedon Papamichael. Het verhaal gaat over een kleine en streng religieuze dorp, waarin de mensen een voor een beginnen te sterven en het in eerste instantie telkens op zelfmoord lijkt.

## Rolverdeling
| Acteur             | Personage |
| ------------------ | --------- |
| Thomas Dekker      | Aidan     |
| Rumer Willis       | Natalie   |
| Adam Goldberg      | Roy       |
| Jared Harris       | Bernard   |
| Steven Culp        |           |
| Margo Harshman     |           |
| Brittany Robertson | Claire    |
| Kelly Blatz        | Dylan     |
| Laura Allen        | Trish     |
| Elizabeth Rice     |           |
| Amanda Babin       |           |